# Tân Hưng (huyện in Long An)
Tân Hưng is een district in de provincies Long An, een van de provincies in het zuiden van Vietnam. Deze regio wordt ook wel de mekong-delta genoemd. De hoofdplaats van het district is thị trấn Tân Hưng.
Tân Hưng ligt in het noordwesten van de provincie, het is het meest westelijke district van de provincie Long An. Het ligt tegen de grens aan met Cambodja. Tân Hưng ligt ongeveer 100 kilometer ten westen van Ho Chi Minhstad en ongeveer 110 kilometer ten zuidoosten van het Cambodjaanse Phnom Penh.
Tân Hưng is opgedeeld in meerdere administratieve eenheden. Tân Hưng bestaat uit een thị trấn en elf xã's.

## Administratieve eenheden
- Thị trấn Tân Hưng
- Xã Hưng Điền
- Xã Hưng Điền B
- Xã Hưng Hà
- Xã Hưng Thạnh
- Xã Thạnh Hưng
- Xã Vĩnh Bửu
- Xã Vĩnh Châu A
- Xã Vĩnh Châu B
- Xã Vĩnh Đại
- Xã Vĩnh Lợi
- Xã Vĩnh Thạnh